# 巴利恰克
巴利恰克（Balichak），是印度西孟加拉邦Medinipur县的一个城镇。总人口12206（2001年）。

## 人口
该地2001年总人口12206人，其中男性6092人，女性6114人；0—6岁人口1360人，其中男660人，女700人；识字率71.46%，其中男性为78.64%，女性为64.31%。